# Preformacionismo

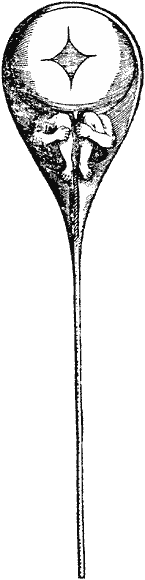
Homúnculo de Hartsoeker.

Jan Swammerdam, Miraculum naturae sive uteri muliebris fabrica, 1729.

El preformacionismo (también llamado preformismo o teoría preformista) fue una antigua teoría biológica según la cual el desarrollo de un embrión no es más que el crecimiento de un organismo que estaba ya preformado (homúnculo). El preformacionismo se oponía al epigenetismo, según el cual el organismo no está formado previamente en el cigoto, sino que se desarrolla como resultado de un proceso de diferenciación (véase embriología) a partir de un origen material relativamente homogéneo. A principios del siglo XIX, los partidarios del preformacionismo se distribuían en dos grandes grupos: quienes defendían que el animal previamente formado se encontraba en el esperma (el llamado animalculismo) y quienes lo situaban en el óvulo sin fecundar (el ovismo).

## Historia del preformacionismo

### El preformacionismo en la Antigüedad

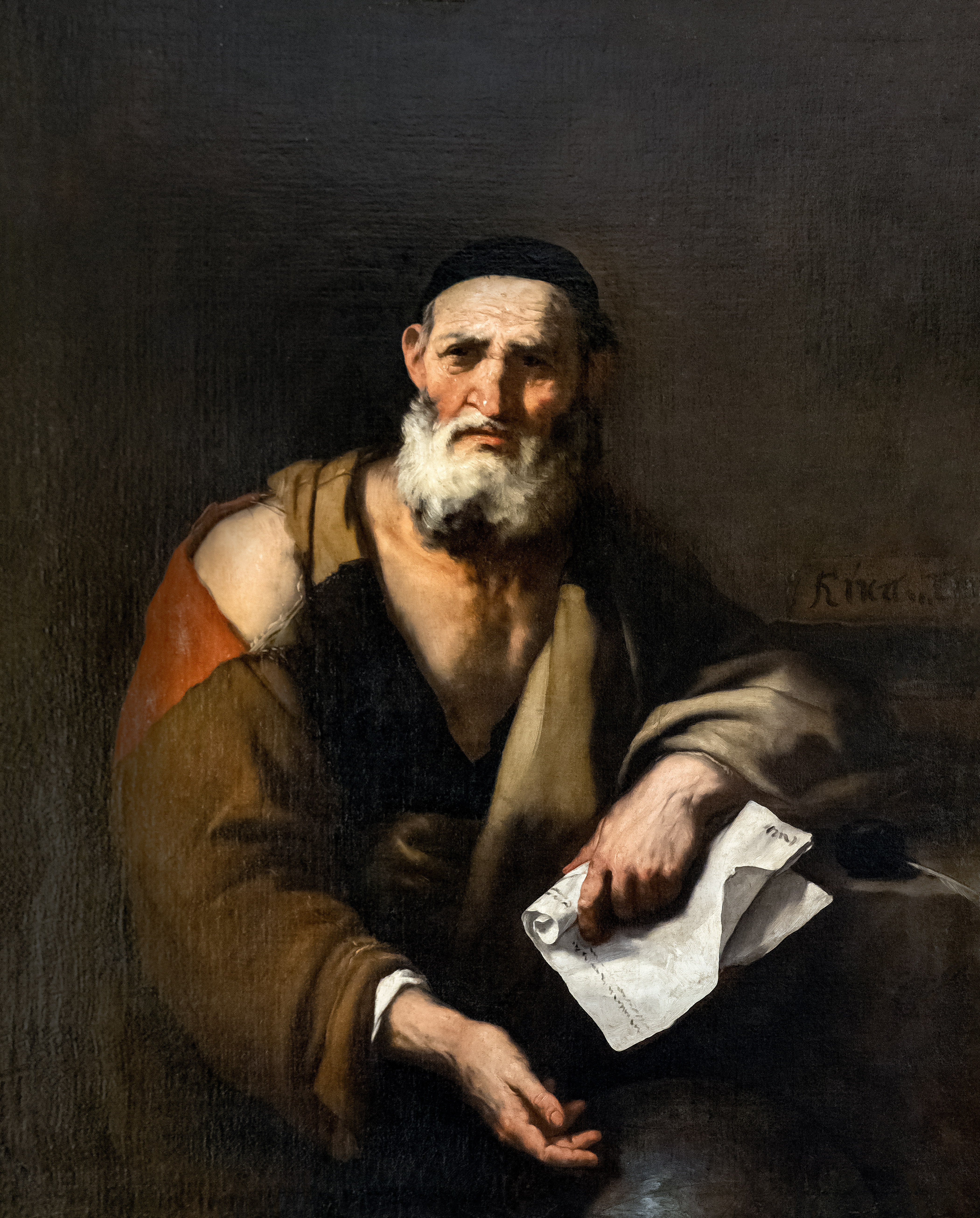
Retrato idealizado de Leucipo.

En la Grecia Clásica, Leucipo de Mileto (siglo V a. C.) (De rerum natura) y Demócrito fueron los defensores más célebres del preformacionismo.

### El auge del preformacionismo: de mediados delsigloXVIIa mediados delsigloXVIII
A partir de finales del siglo XVII, el preformacionismo se impuso entre la mayor parte de los naturalistas por diversos motivos. En primer lugar, el epigenetismo mecanicista de Descartes no había podido ofrecer un marco teórico convincente para la explicación del desarrollo. En segundo lugar, la aparición del microscopio reveló la existencia de espermatozoides, que se interpretaron como los "animálculos" cuyo crecimiento daría lugar al organismo completo. Por último, el desarrollo y la aplicación del cálculo integral permitió suponer que la materia era divisible hasta el infinito y que, por lo tanto, era posible la existencia de estructuras orgánicas infinitamente pequeñas.
Entre los preformacionistas de esa época, destacaron: José de Aromatari, Claude Perrault, Marcello Malpighi, Croone, Swammerdam, Malebranche, Gottfried Wilhelm von Leibniz, Charles Bonnet, Albrecht von Haller, Lazzaro Spallanzani, René Antoine Ferchault de Réaumur, Antonio Vallisneri, Hartsoeker y Dalenpatius. La aceptación generalizada del preformacionismo se prolongó hasta mediados del siglo XVIII, cuando autores como Georges Louis Leclerc, conde de Buffon, tomando como modelo la mecánica newtoniana, ensayaron nuevas teorías epigenetistas.[cita requerida]

### El neopreformacionismo
Wilhelm Roux y August Weismann fueron los principales defensores de la llamada "teoría del desarrollo en mosaico". Frente a las teorías regulativas del desarrollo, la teoría del desarrollo en mosaico sostiene que la naturaleza de las partes corporales está determinada antes de su desarrollo e independientemente de las otras partes. La diferenciación del embrión es consecuencia directa de la diferenciación que caracteriza al plasma germinal de las células somáticas: la primera célula somática contiene en su plasma germinal todos los determinantes del cuerpo. Las divisiones celulares dividen el plasma germinal de manera que las células hijas poseen partes distintas del plasma germinal: la primera división distribuirá los determinantes de las partes izquierda y derecha del cuerpo, la siguiente de las partes dorsal y ventral, y así sucesivamente. Para que la reproducción sea posible, antes de la primera división celular, la línea germinal debía ser "secuestrada".

### El preformacionismo genético
El reduccionismo genético, según el cual el fenotipo está completamente codificado en el genotipo ha sido calificado como un nuevo tipo de preformacionismo.